# ブロンテ牧師館博物館

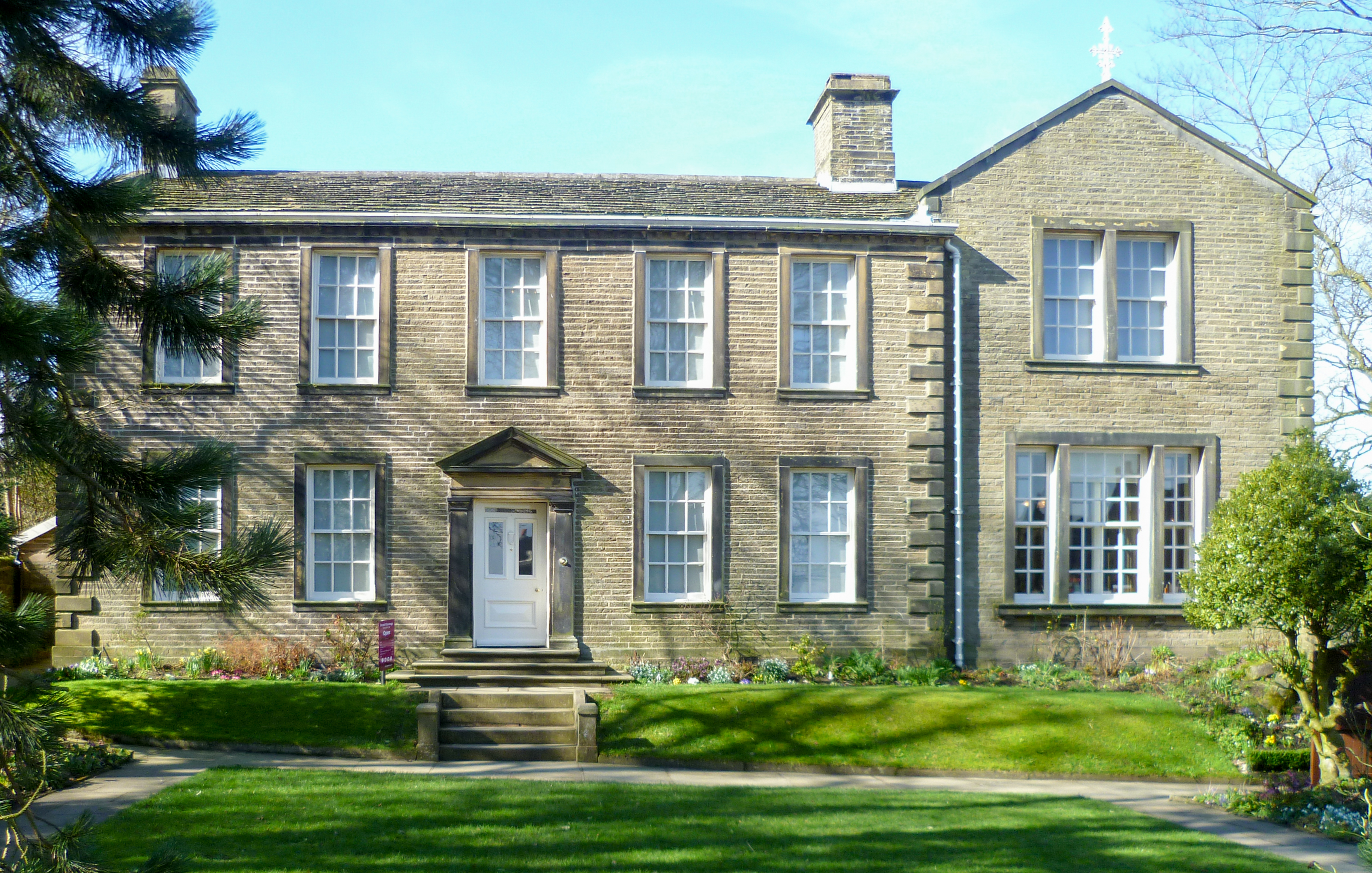
ブロンテ牧師館博物館

ブロンテ牧師館博物館（ブロンテぼくしかんはくぶつかん、Brontë Parsonage Museum）は、ブロンテ姉妹として知られるシャーロット、エミリー、アンに敬意を表してブロンテ協会によって維持されている作家の家を保存した記念博物館である。博物館は、姉妹が人生のほとんどを過ごし、有名な小説を書いた、イギリスのウェストヨークシャー州ハワースにあるかつてのブロンテ一家の住まいであった牧師館に開設されている。ブロンテ協会は、英語圏で最も古い文学協会の1つであり、慈善団体として登録されている。そのメンバーは、博物館と図書館のコレクションの保存をサポートしている。牧師館は、イングランドの国家遺産リストのグレードI建造物に指定されている。

## 背景
牧師館は1778年から1779年にかけて建設された。1820年、パトリック・ブロンテは、ハワースのセント・マイケル&オールエンジェルズ・チャーチの教会管理司祭に任じられ、妻マリアと6人の子どもたちとともにこの牧師館に着任した。牧師館は彼女らの人生を通しての家族の棲家であり、その荒れ地の環境はシャーロット、エミリー、アンの著作に大きな影響を与えている。 父パトリック・ブロンテは詩と創作を執筆しており、彼の娘たちは、牧師館の棚に自分の姓が著者名として印刷された本を目にするのに慣れて育った。

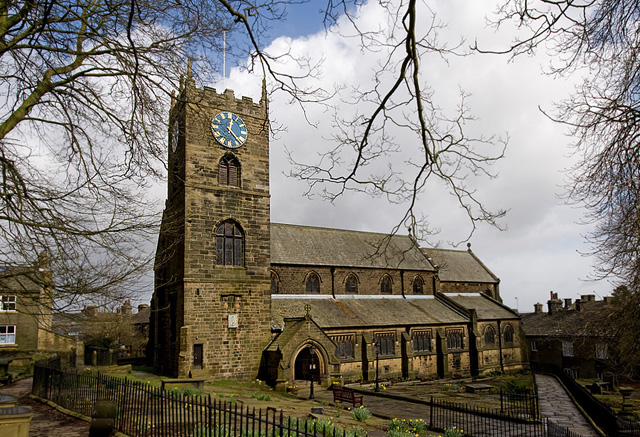
ハワースのセント・マイケル&オールエンジェルズ・チャーチ

1821年9月15 日、母マリア・ブロンテが癌で亡くなり、彼女の未婚の妹エリザベス・ブランウェルが家を切り盛りすべく、ペンザンスにある自宅から荒れ果てた北部の町の厳しい気候の中に移ってきた。1824年、6人姉妹のうち、上の4人の姉妹であるマリア、エリザベス、シャーロット、エミリーがハワースを離れ、カークビー・ロンズデール近くのカウワン・ブリッジにある聖職者の娘の学校に入学した。しかし長女のマリアは結核を罹患して帰宅し、1825年5月に11歳で牧師館で亡くなった。10歳のエリザベスもすぐに家に帰され、6月15日に亡くなった。
1846年、シャーロット、エミリー、アンは、ブランウェルおばの遺産の一部を資金として使って詩の出版を行い、その際、カラー、エリス、アクトン・ベルという偽名で彼らの正体を隠し『カラー、エリス、アクトン・ベルの詩集』のタイトルで出版した。詩集は Aylott and Jonesから出版されたが、2部しか売れなかった。
シャーロットは小説第1作である『教授』を出版しようとしたものの複数の出版社に拒否されたが、結局は出版を断ったスミス、エルダー&Coから励みになるような反応を受け取ったため、次作『ジェーン・エア』をここに送った。この小説は受理され、1847年10月19 日に出版された。エミリーの『嵐が丘』とアンの『アグネス・グレイ』は、ロンドンの出版社、トーマス・コートリー・ニュービーによって受理された。アンの2番目の小説、『ワイルドフェル・ホールの住人』の後、シャーロットとアンは自らの本当の正体を明らかにせざるを得なくなった。彼女たちの兄弟になるブランウェルは、 慰安のためにアルコールとアヘンに依存していたが、結核を発症し、1848年9月24日日曜日に31歳で突然死去した。エミリーも病に瀕し、ブランウェルの死後、一度も家をあけることはなかった。彼女は、1848年12月19日に30歳で亡くなった。
アンも結核を患っており、転地療法を試みるためにスカボローに移ったが、1849年5月28日に到着してから4 日後に29歳で亡くなった (アンの墓石は、亡くなったときの年齢を誤って28歳と示している)。シャーロットは、ブランウェルが亡くなる前に書き始めた小説『シャーリー』を完成させた。この作品は1849年10月に出版された。最後の小説、『ヴィレット』は 1853年に出版された。シャーロットは1854年6月29日にハワース教会で父親の助任司祭アーサー・ベル・ニコルズと結婚したが、1855年3月31日に妊娠初期の3週目で亡くなった。39歳の誕生日の3週間前であった。パトリック・ブロンテはさらに6年間牧師館に住み、義理の息子の世話を受け、1861年6月7日に84歳で亡くなった。

## ブロンテ協会
1861年にパトリック・ブロンテが亡くなった後、牧師館のものは競売にかけられた。友人や使用人は記念品や手紙を売却した。1893年、ブラッドフォード図書館の主任司書が会議を開き、ブロンテ一家に関連する遺物、手紙、文書を収集して後世のために保存することを提案した。ブロンテ協会は公開会議で設立され、ブロンテ姉妹に関連する資料のコレクションが開始された。1895年までに、コレクションはハワースのヨークシャーペニー銀行の上の博物館に展示されるほどの規模に膨れ上がった。会には260名の会員が集まり、初年度は約10,000名の来場者が博物館を訪れた。サー・ジェームズ・ロバーツは、1928年にハワース牧師館を3,000ポンドで購入した。ロバーツは牧師館を博物館として整備し、ブロンテ協会に寄贈した。フィラデルフィアのヘンリー・ボンネルは、1926年に自分のコレクションをブロンテ協会に遺贈し、牧師館が博物館として開館したときからそうした資料にブロンテ研究者がアクセスできるようになった。コレクションは拡大し、貸与資料によって補完された。協会には約2,000人の会員がいる。
シャーロットが小説を書いたマホガニー製の机は、1世紀以上にわたって個人のコレクションになっていたが、2009年に匿名で20,000ポンドで購入した寄贈者によって、2011年に博物館に寄贈された。

## メディアへの登場
この牧師館は、1970年の映画『若草の祈り』(The Railway Children) のロケ地となり、フォレスト医師の家として撮影に使用された。フランシス・ブロディの推理小説A Snapshot of Murder (2018年) は、ケイト・シャクルトンシリーズの第10作目で、1928年のヨークシャーを舞台にし、ブロンテ牧師館博物館が開館すると言うので熱心なアマチュア写真家たちが集まるが、その仲間の一人が殺害されるという筋書きで、この牧師館が取り上げられている。

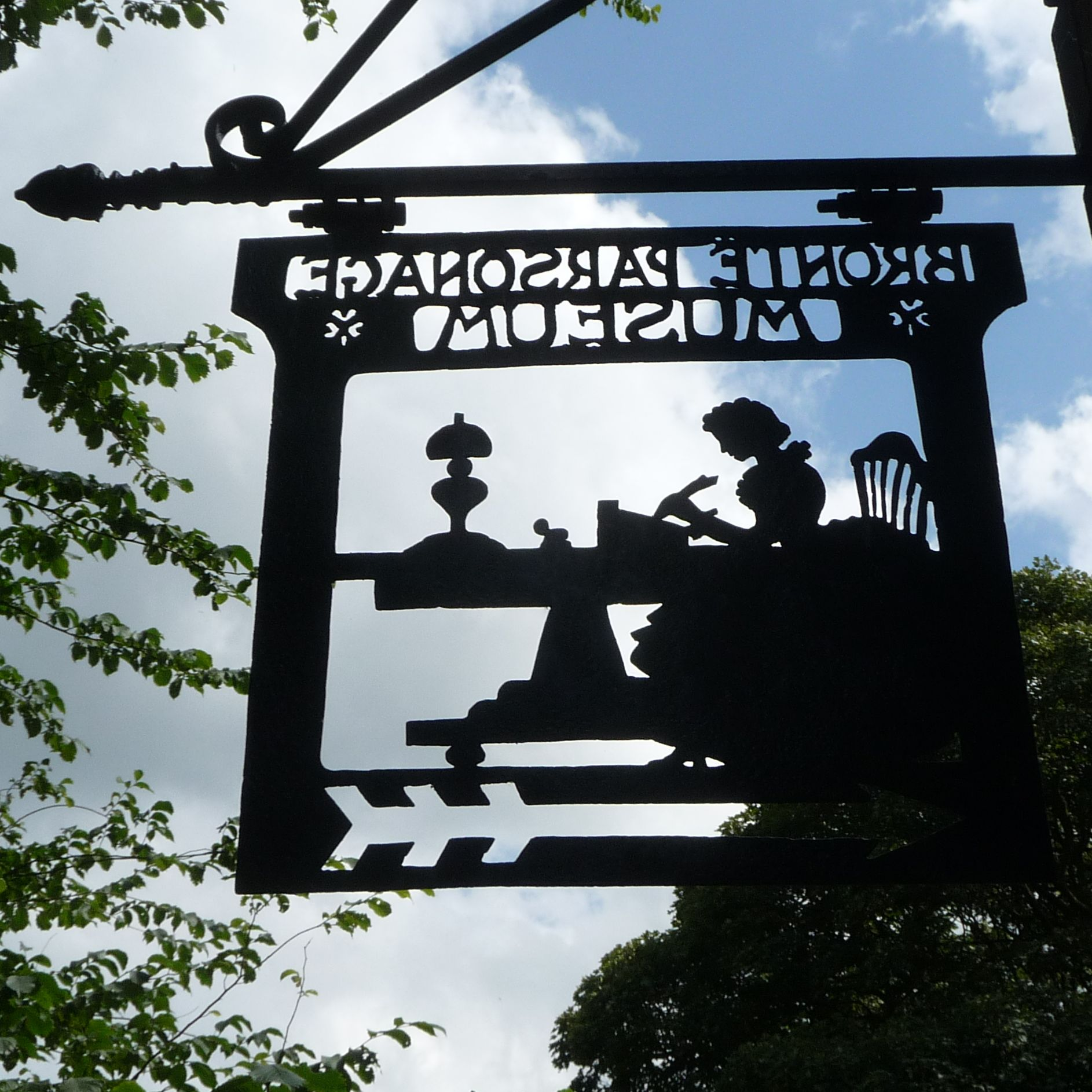
牧師館博物館の標識
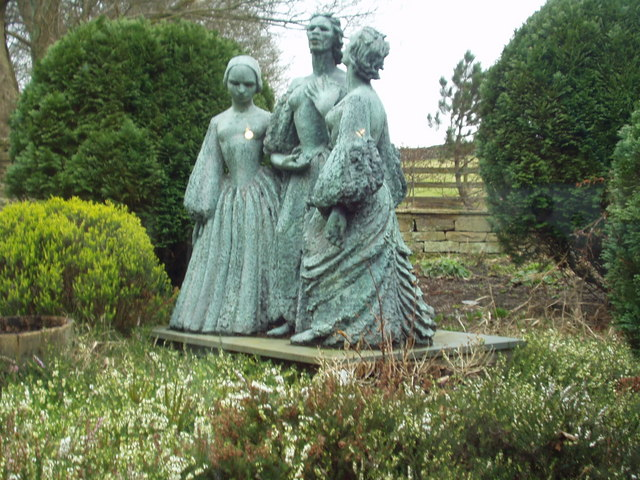
ブロンテ姉妹３人の像

### 関連文献
- Winn, Christopher (2010). I Never Knew That About Yorkshire. London: Ebury Press. ISBN 978-0-09-193313-5